# Kujbysjevskojereservoiret
Kujbysjevskojereservoiret (russisk: Куйбышевское водохранилище, tr. Kujbysjevskoje vodokhranilisjtje; tatarisk: Куйбышев сусаклагычы, tr. Kujbysjev susaklagytjy, ofte omtalt som Zjiguljovskihavet) er et reservoir på den midterste del af Volga og Kama i Tjuvasjien, Marij El, Tatarstan, Samara oblast og Uljanovsk oblast i Rusland. Kujbysjevskojereservoiret har et overfladeareal på 6.450 km², et volumen på 58 milliarder kubikmeter og er det største reservoir i Europa samt det tredje største i verden efter overfladeareal. De største byer ved reservoiret er Kasan, Uljanovsk og Toljatti.
Reservoiret er skabt af dæmningen af Zjiguljovskaja vandkraftværk (tidligere, V.I. Lenin Volga vandkraftværk), der ligger mellem byerne Zjiguljovsk og Toljatti i Samara oblast. Reservoiret blev fyldt i 1955-1957.
Med fyldning af reservoiret i 1950'erne blev nogle landsbyer og byer oversvømmet af det stigende vand og blev genopbygget højere oppe. Oversvømmelserne omfattede blandt andet den gamle fæstningsby Stavropol ved Volga, der blev erstattet af Toljatti.

## Billeder
- Zjiguljovskaja vandkraftværk 2009